# ژاکمل
ژاکمل (به لاتین: Jacmel) یک شهر در هائیتی است که در شهرستان جنوب شرقی واقع شده‌است.

## خصوصیات
بر اساس سرشماری سال ۲۰۱۹ جمعیت این شهر ۱۳۷,۹۶۶ نفر بوده است.